# بوسه مار
بوسه مار (به انگلیسی: The Serpent's Kiss) فیلمی محصول سال ۱۹۹۷ و به کارگردانی پیتر گرینوی است. در این فیلم بازیگرانی همچون ایوان مک‌گرگور، گرتا اسکاکی، پیت پاستویت، ریچارد ئی. گرانت، کارمن چاپلین، چارلی بورمن و جرالد مک‌سورلی ایفای نقش کرده‌اند.